# جمهورية سيينا
جمهورية سيينا كانت دولة مستقلة ما بين 1225 و1559/1555، بدأت من مدينة سيينا ثم تمددت على حساب أراضي في توسكانا حاليا.